# Tubrojevići
Tubrojevići (cyr. Тубројевићи) – wieś w Bośni i Hercegowinie, w Republice Serbskiej, w gminie Čajniče. W 2013 roku liczyła 28 mieszkańców.